# بانک اسلامی بین‌المللی عرب
بانک اسلامی بین‌المللی عرب (انگلیسی: Islamic International Arab Bank) شرکت خدمات مالی و  اردنی است، که در سال ۱۹۹۸ تأسیس شد.